# Theuns Jordaan
Theuns Jordaan (Cabo Oriental, República de Sudáfrica, 10 de enero de 1971-17 de noviembre de 2021) fue un cantautor y guitarrista sudafricano cuyos dos primeros álbumes musicales fueron certificados discos platino.
Murió a causa de leucemia el 17 de noviembre de 2021 a los 50 años de edad.

## Discografía
- Vreemde stad (1999)
- Tjailatyd (2002)
- Seisoen (2005)
- Grootste Treffers (2007)
- Bring Jou Hart - met Juanita Du Plessis (2008)
- Driekuns (2009)
- Kouevuur - Die musiek van Koos Du Plessis (2009)
- Roeper (2012)
- Tribute to the poets (2014)